# Emanuel Thelning

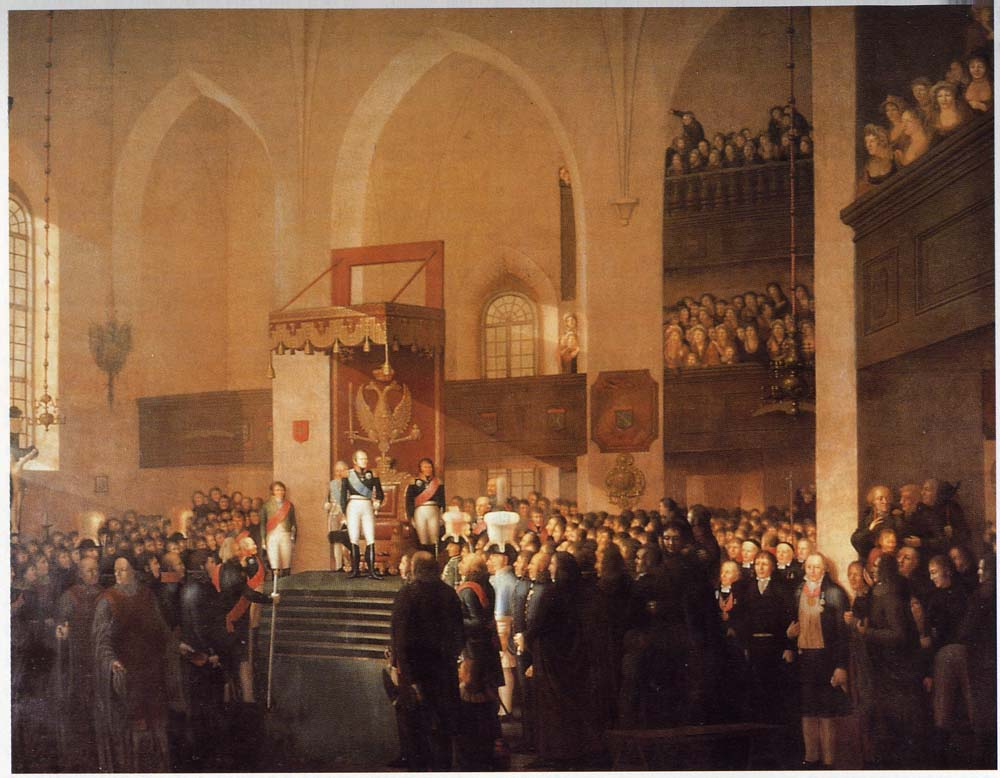
Alexander I öppnar Borgå lantdag. Målning av Emanuel Thelning från 1812.

Emanuel Thelning, född 24 januari 1767 i Västergötland, död 8 maj 1831 i Sankt Petersburg, var en svensk målare och tecknare.
Han var från 1802 gift med Katarina Magdalena Bergenkloot. 
Han studerade vid Kungliga akademien för de fria konsterna i Stockholm, där han blev handledd av Louis Jean Desprez och Carl Gustaf Pilo. Sedermera var han verksam i Finland 1798-1813. Under sin tid i Finland målade han en altartavla Vichtis kyrka och var flitigt anlitad som porträttör av borgerskapet och officerarna på Sveaborg. 1804 köpte han en stadsgård i Helsingfors och han ägde egendomen Stansvik utanför  Helsingfors 1805–1816. Han flyttade till Sankt Petersburg 1812 där han var verksam som ritlärare vid S:ta Catharina svenska församlings skola. Hans konst består av porträtt, historiemålningar och någon enstaka landskapsmålning.Thelnings alster återfinns i Borgå domkapitel, Cynæi galleri, Nationalmuseum och med ett 40-tal porträtt av officerare vid Finska artilleriregementet på Christinelund i Sverige.     